# Sergio Missana
Sergio Missana (1966) es un escritor, periodista, académico, editor, guionista y activista medioambiental chileno. Es profesor de Literatura Latinoamericana en el Programa de la Universidad de Stanford en Santiago, Chile, y secretario general de la ONG ambientalista Climate Parliament.

## Biografía
Missana es autor de siete novelas: El invasor (1997), que recrea un episodio olvidado de la matanza de la Escuela Santa María de Iquique; Movimiento falso (2000), finalista del Premio Rómulo Gallegos en 2001; La calma (2005); El día de los muertos (2007); Las muertes paralelas (2010); El discípulo (2014) y Entremuros (2019). Ha publicado también la colección de crónicas de viajes Lugares de paso (2012), en colaboración con la fotógrafa Ramsay Turnbull; el estudio crítico La máquina de pensar de Borges (2003), basado en su tesis doctoral en la Universidad de Stanford; la colección de ensayos La distracción (2015) y el ensayo Última salida: Las humanidades y la crisis climática (2021). Es coautor, junto a su hija Maya (n. 2001), de los libros infantiles Luis el tímido (2008), Boris y las manzanas (2011) y El gallo loco (2013), y con su hija Sofía (n. 2004) de No es justo (2014) y No es mi culpa (2019).
Missana obtuvo una maestría y un doctorado en Español en la Universidad de Stanford, y una licenciatura en Comunicación Social y título profesional de periodista en la Universidad de Chile. Actualmente enseña Literatura Latinoamericana en el Programa de la Universidad de Stanford en Santiago.
Entre 2002 y 2006 se desempeñó como director de Publicaciones y jefe de Relaciones Internacionales de la Fundación BBVA en Madrid, y formó parte del Consejo de Gobierno del Centro Europeo de Fundaciones (EFC), con sede en Bruselas. Antes había sido editor del Informe Rettig y editor en jefe de la Revista Rock & Pop. En 2007 coescribió la serie infantil animada de TV Chilian Geografic sobre animales chilenos en peligro de extinción. Actualmente es secretario general de Climate Parliament, ONG ambientalista con sede en el Reino Unido que trabaja para enfrentar el cambio climático promoviendo la transición a las energías renovables. 
Su labor como periodista incluye numerosos artículos y reseñas sobre literatura, cine, música, viajes, arte, diseño, cultura y ciencia publicados en medios tanto chilenos — Revista Santiago, El Mercurio, La Tercera, Paula, revista Pausa del Consejo Nacional de la Cultura y las Artes, Rock & Pop—,  como extranjeros: Fractal (México),  Casa de las Américas (Cuba), los estadounidenses PRL, Literal  y Planet, entre otros.
Divide su tiempo entre Madrid y Santiago de Chile. Vive con su esposa, la fotógrafa estadounidense Ramsay Turnbull.

## Obras

### Novelas
- El invasor, Planeta, Chile, 1997
- Movimiento falso, Lom, Chile, 2000; Era, México, 2002. Finalista del Premio Internacional de Novela Rómulo Gallegos, 2001
- La calma, Sudamericana Chile, 2005
- El día de los muertos, Fondo de Cultura Económica, Chile, 2007
- Las muertes paralelas, Era, México, 2010 (Seix Barral, Chile, 2011). The Transentients, McPherson, USA, 2021
- El discípulo, Seix Barral, Chile, 2014
- Entremuros, Hueders, Chile, 2019; Ediciones Lastarria y De Mora, España, 2022.

### Crónica de viajes
- Lugares de paso, textos de Missana y fotografías de Ramsay Turnbull; Lom, Chile, 2012

### Ensayos
- La máquina de pensar de Borges, Lom, Chile, 2003
- La distracción, Universidad Alberto Hurtado, Chile, 2015
- Última salida: Las humanidades y la crisis climática, Laurel/Bookmate, 2021

### Libros infantiles
- Luis el tímido, junto con Maya Missana, Alfaguara, Chile, 2008 (Venezuela, 2009)
- Boris y las manzanas, junto con Maya Missana, Alfaguara, Chile, 2011
- El gallo loco, junto con Maya Missana, SM, Chile, 2013
- No es justo, junto con Sofía Missana, SM, Chile, 2014
- No es mi culpa, junto con Sofía Missana, SM, Chile, 2019

### Guion
- Chilian Geografic, serie infantil animada en 2D sobre animales chilenos en peligro de extinción, Chilevisión, 2007